# Damernas florett vid olympiska sommarspelen 1976
Damernas florett-tävling i de olympiska fäktningstävlingarna 1976 i Montréal avgjordes den 23-24 juli.

## Medaljörer
| Event          | Guld                          | Silver                        | Brons                        |
| Florett, damer | Ildikó Schwarczenberger (HUN) | Maria Consolata Collino (ITA) | Jelena Novikova-Belova (URS) |

## Resultat
| Placering | Fäktare                         | Land            |
| --------- | ------------------------------- | --------------- |
| 1         | Ildikó Schwarczenberger-Tordasi | Ungern          |
| 2         | Maria Consolata Collino         | Italien         |
| 3         | Jelena Novikova-Belova          | Sovjetunionen   |
| 4         | Brigitte Gapais-Dumont          | Frankrike       |
| 5         | Cornelia Hanisch                | Västtyskland    |
| 6         | Ildikó Farkasinszky-Bóbis       | Ungern          |
| 7T        | Valentina Sidorova              | Sovjetunionen   |
| 7T        | Ecaterina Stahl-Iencic          | Rumänien        |
| 9T        | Marie-Paule Van Eyck            | Belgien         |
| 9T        | Claudie Herbster-Josland        | Frankrike       |
| 9T        | Kerstin Palm                    | Sverige         |
| 9T        | Olga Knjazeva                   | Sovjetunionen   |
| 13T       | Susan Wrigglesworth             | Storbritannien  |
| 13T       | Grażyna Staszak-Makowska        | Polen           |
| 13T       | Micheline Borghs                | Belgien         |
| 13T       | Katarína Lokšová-Ráczová        | Tjeckoslovakien |
| 17        | Helen Smith                     | Australien      |
| 18        | Brigitte Oertel                 | Västtyskland    |
| 19        | Clare Henley-Halsted            | Storbritannien  |
| 20        | Barbara Wysoczańska             | Polen           |
| 21        | Brigitte Latrille-Gaudin        | Frankrike       |
| 22        | Wendy Ager-Grant                | Storbritannien  |
| 23        | Carola Mangiarotti              | Italien         |
| 24        | Max Madsen                      | Danmark         |
| 25        | Giulia Lorenzoni                | Italien         |
| 26        | Chantal Payer                   | Kanada          |
| 27        | Magdalena Bartoş                | Rumänien        |
| 28        | Ana Derşidan-Ene-Pascu          | Rumänien        |
| 29        | Claudine le Comte               | Belgien         |
| 30        | Margarita Rodríguez             | Kuba            |
| 31        | Ildikó Ságiné Ujlakyné Rejtő    | Ungern          |
| 32        | Ute Kircheis-Wessel             | Västtyskland    |
| 33        | Hideko Oka                      | Japan           |
| 34        | Nili Drori                      | Israel          |
| 35T       | Donna Hennyey                   | Kanada          |
| 35T       | Krystyna Machnicka-Urbańska     | Polen           |
| 37        | Jhila Al-Masi                   | Iran            |
| 38        | Nikki Franke                    | USA             |
| 39        | Milady Tack-Fang                | Kuba            |
| 40        | Yukari Kajihara                 | Japan           |
| 41        | Sheila Armstrong                | USA             |
| 42        | Gitty Moheban                   | Iran            |
| 43        | Susan Stewart                   | Kanada          |
| 44        | Ann O'Donnell                   | USA             |
| 45        | Mahvash Shafaie                 | Iran            |
| 46        | Mariko Yoshikawa                | Japan           |
| 47        | Nancy Uranga                    | Kuba            |
| 48        | Dinorah Enríquez                | Puerto Rico     |